# Taigagaai
De taigagaai (Perisoreus infaustus) is een zangvogel uit de familie Corvidae (kraaien). De wetenschappelijke naam van de soort werd in 1758 als Corvus infaustus gepubliceerd door Carl Linnaeus.

## Kenmerken
De taigagaai wordt 26 tot 29 cm lang; de spanwijdte is ruim 40 cm. Hij weegt ongeveer 75 tot 90 gram. Mannetje en vrouwtje zien er hetzelfde uit. De grondkleur is beigebruin, het verenkleed is grijzig met een donkere kopkap; de stuit, staart en delen van de vleugels zijn roestrood. Juveniele vogels hebben meer bruinachtige bovendelen. Als de taigagaai vliegt, is met name op de borst duidelijk een rode vlek te zien. De taigagaai kan niet zingen; hooguit kan hij, net als de Vlaamse gaai, een krassend geluid produceren bij schrik of gevaar.

## Leefwijze
Taigagaaien zijn alleseters: ze eten onder andere zaden, noten, bessen en insecten, maar ook aas. Net als de Vlaamse gaai en de notenkraker verstopt hij zaden en noten in de grond als wintervoorraad. De taigagaai is bijna altijd in staat om zijn voorraad terug te vinden, ook als er sneeuw ligt. De taigagaai leeft al met al tamelijk teruggetrokken, maar is bij ontmoeting met mensen niet overdreven schuw; in de winter komt hij vaak in de buurt van dorpen.

## Verspreiding en leefgebied
De taigagaai is een uitgesproken standvogel die voorkomt in de taiga van noordelijk Europa en Azië. Er worden vijf ondersoorten onderscheiden:
- P. i. infaustus: Scandinavië en noordwestelijk Rusland.
- P. i. rogosowi: van noordoostelijk Europees Rusland tot het noordelijk-centraal Siberië.
- P. i. opicus: oostelijk Kazachstan, noordwestelijk China en zuidelijk-centraal Siberië.
- P. i. sibericus: centraal Siberië en noordelijk Mongolië.
- P. i. maritimus: zuidoostelijk Siberië en noordoostelijk China.

## Geluid
Taigagaaien zijn meestal zwijgzaam. Soms wordt een miauwend gie-ah (ook beschreven als hieèh) of een rauw tsjèr geuit. Verder een koek, koek, wiskie geluid en miauwende, buizerdachtige geluiden.

## Broeden
Het nest wordt gebouwd tegen de stam van naaldbomen op een hoogte van 3 tot 5 meter. Het wordt goed geïsoleerd met dennentakken, mossen en haren. Het vrouwtje legt in april of mei gemiddeld drie tot vier groene of grijsachtige eieren die bedekt zijn met bruine vlekken. De eieren komen na 16 tot 17 dagen uit. Kuikens kunnen al snel zelf vliegen, maar blijven desondanks nog geruime tijd bij hun ouders. Een paar blijft het hele leven samen.

## Status
De grootte van de populatie is in 2021 geschat op 2,1-4,2 miljoen volwassen vogels, waarvan enkele honderdduizenden in Europa. Op de Rode lijst van de IUCN heeft deze soort de status niet bedreigd.

## Volkscultuur
In Finland, met name Lapland, heeft de taigagaai een bijzondere status. Hij wordt in een aantal (kinder)liederen bezongen. Volgens de Finse volkscultuur brengt het zien van de taigagaai geluk. Voor bosarbeiders is hij daar een soort 'maatje'. Opvallend genoeg brengt de taigagaai volgens de Duitse volkscultuur juist ongeluk (in het Duits heet de taigagaai dan ook Unglückshäher).

## Galerij

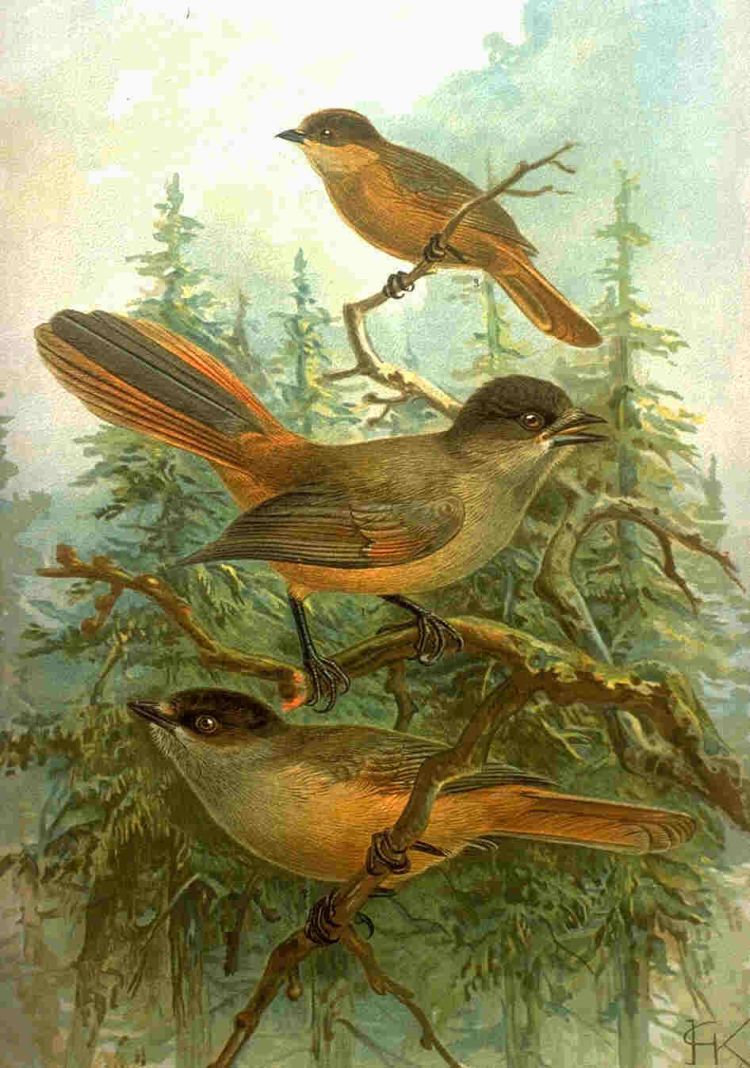
Perisoreus infaustus (1905), Naumann, Naturgeschichte der Vögel Mitteleuropas
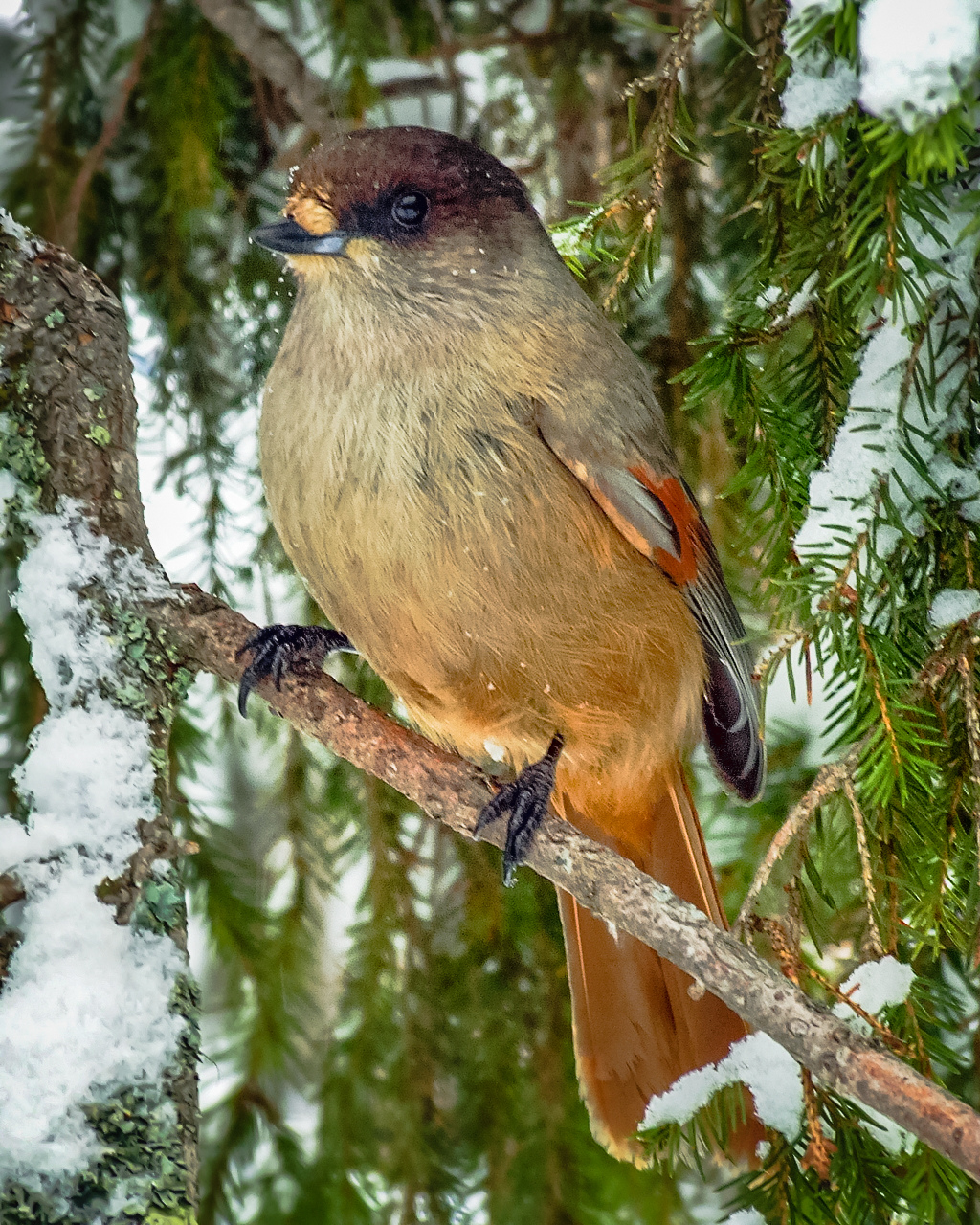
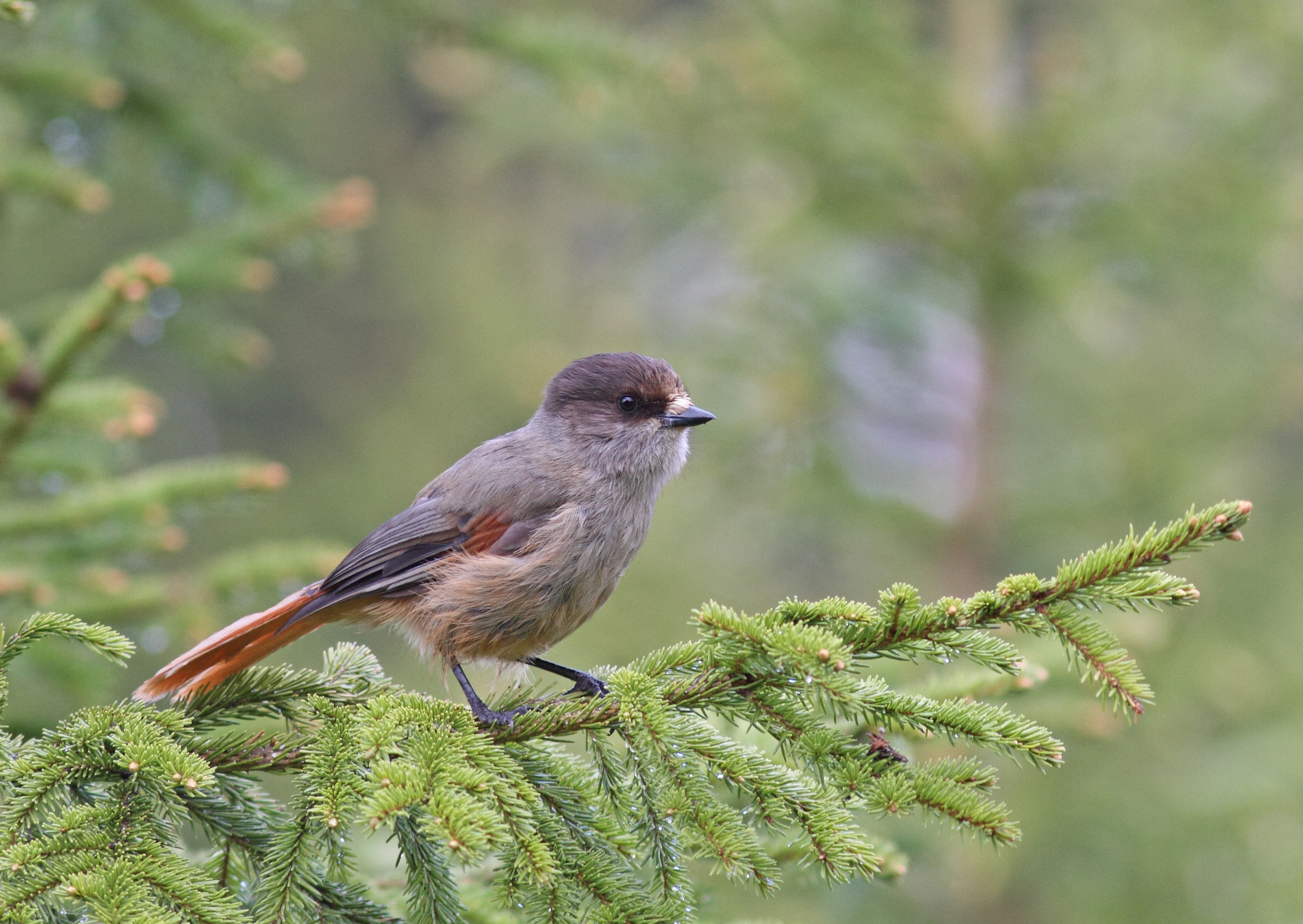
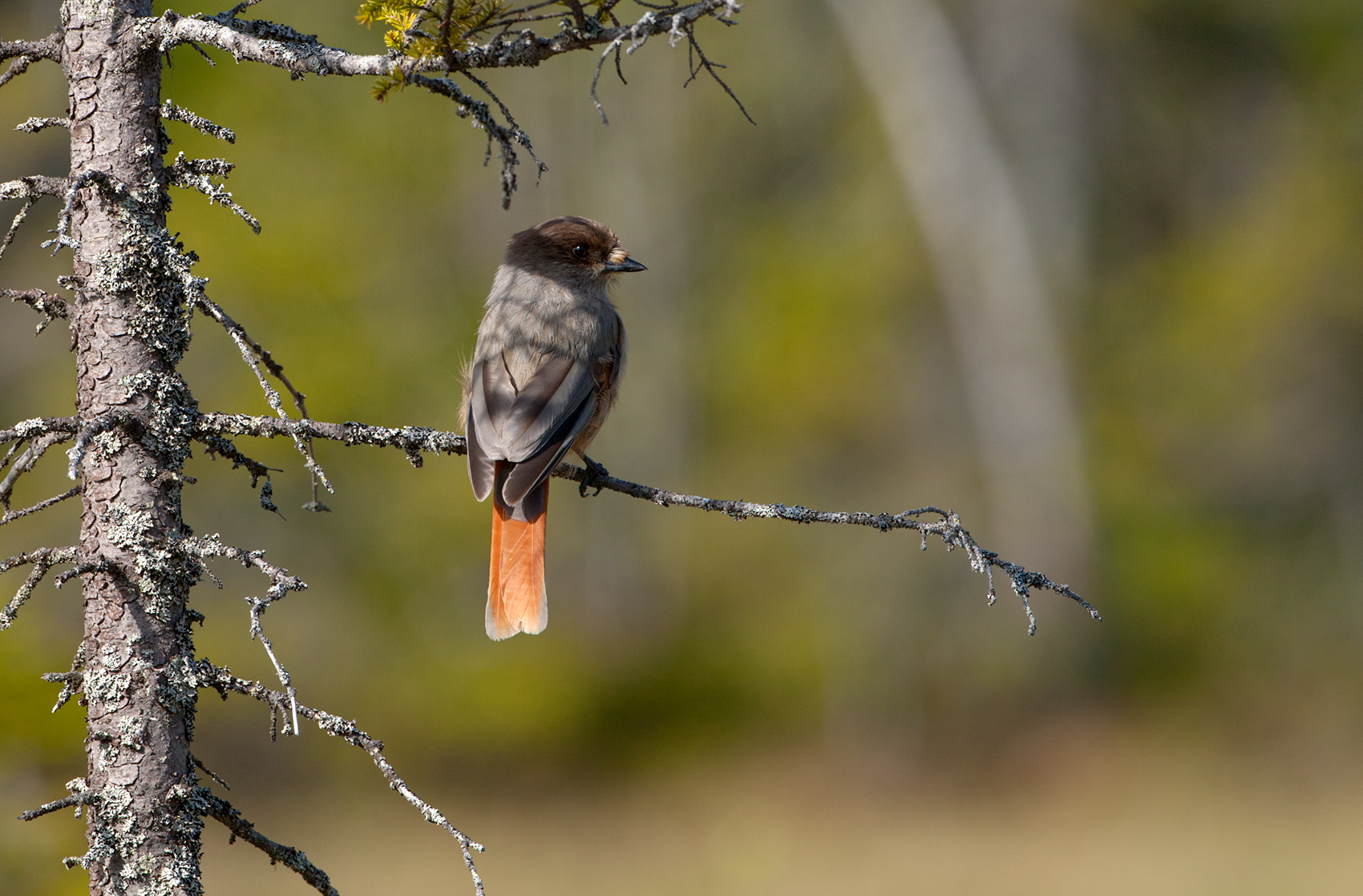